# Diarmaid MacCulloch

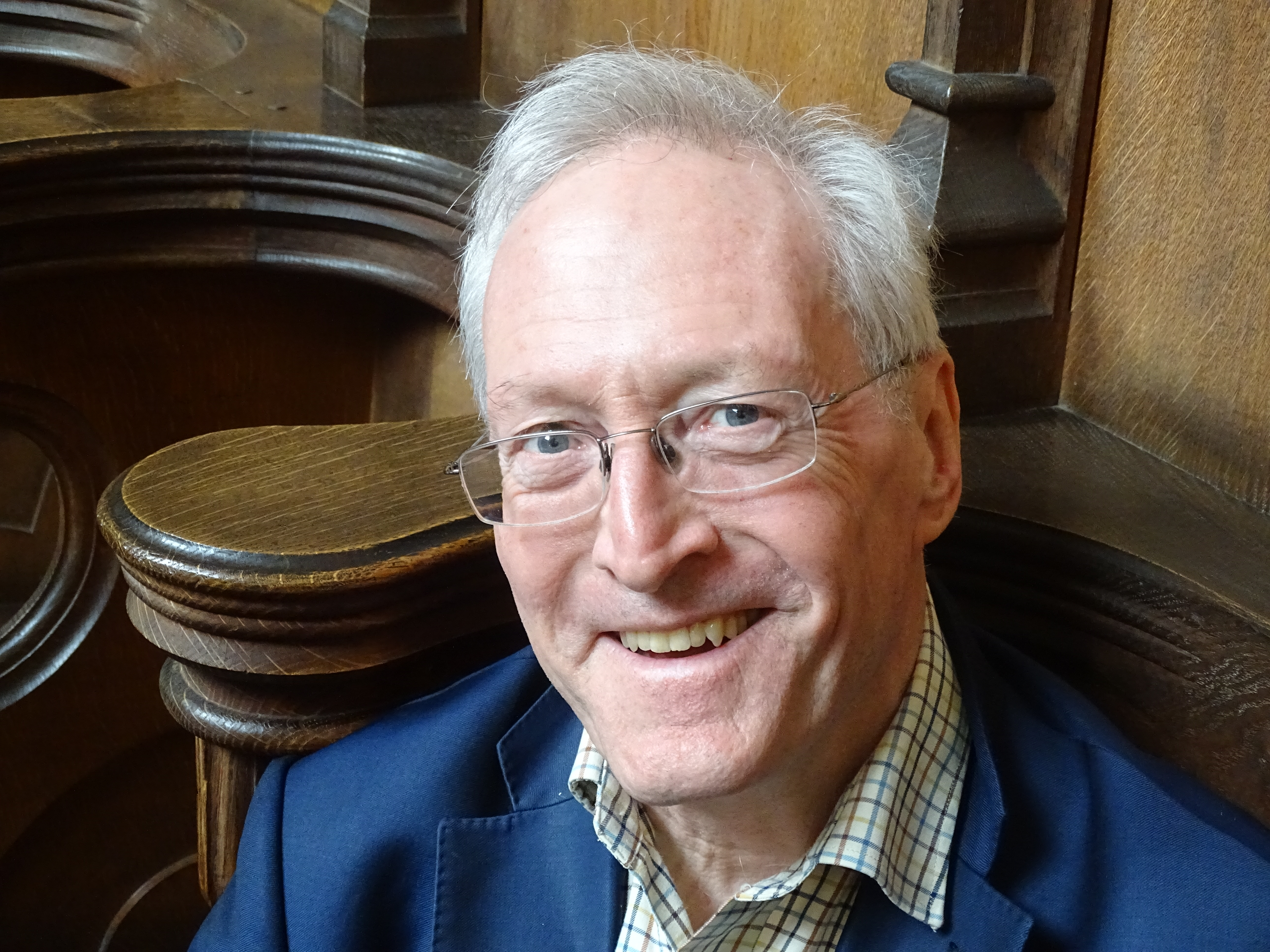
Diarmaid MacCulloch

Sir Diarmaid Ninian John MacCulloch (* 31. Oktober 1951 in Kent) ist ein britischer Kirchenhistoriker und Theologe. Er ist seit 1997 Professor für Kirchengeschichte an der University of Oxford sowie seit 1995 Fellow am St Cross College.

## Leben
MacCulloch studierte am Churchill College der Universität Cambridge Geschichte und erlangte 1972 den Bachelor of Arts sowie 1976 den Master of Arts. Zusätzlich erlangte er 1973 an der Liverpool University ein Diplom in Archivverwaltung, woraufhin er nach Cambridge zurückkehrte, um unter der Aufsicht von Geoffrey Rudolph Elton den Ph.D. zu erlangen (abgeschlossen 1977). MacCulloch wurde anschließend Fellow der Society of Antiquaries of London (1978) und der Royal Historical Society (1982). 2001 wurde er außerdem zum Fellow an der British Academy ernannt. Er ist Doctor of Divinity der University of Oxford.
1976 trat er dem Gay Christian Movement bei.
Ab 1978 war MacCulloch bis 1990 Tutor am Wesley College in Bristol. Seine Lehrtätigkeit unterbrach er, um am Ripon College Cuddesdon Theologie zu studieren; nachdem er dies 1987 mit einem Diplom abschloss, wurde er zum Diakon der Church of England ordiniert und diente von 1987 bis 1988 als nichtbesoldeter Seelsorger (non-stipendiary minister) in der Gemeinde Clifton All Saints with Saint John in der Diözese Bristol. Allerdings lehnte er 1988 eine Priesterweihe ab, woraufhin er seine Tätigkeit als Geistlicher beendete und wieder ans Wesley College zurückkehrte. Grund dafür waren Schwierigkeiten mit der Haltung der Kirche zur Homosexualität, die zugleich seine enge Bindung zur Kirche beendeten.

## Ehrungen und Auszeichnungen
- Für seine Biografie Thomas Cranmer: A Life bekam er 1996 den James Tait Black Memorial Prize.
- Für sein Werk Reformation: Europe’s House Divided 1490–1700 bekam MacCulloch 2004 den National Book Critics Circle Award.
- Am 31. Dezember 2011 wurde er zum Knight Bachelor geschlagen.[2]
- Die Evangelisch-Theologische Fakultät der Universität Tübingen verlieh Diarmaid MacCulloch 2019 den Dr.-Leopold-Lucas-Preis.

## Schriften
- Suffolk and the Tudors (1986)
- The Later Reformation in England (1990)
- Henry VIII.: Politics, Policy, and Piety (1995)
- Thomas Cranmer: A Life (1996)
- Tudor Church Militant: Edward VI and the Protestant Reformation (1999)
- Reformation: Europe’s House Divided 1490–1700 (2003)
  - deutsch: Die Reformation, 1490–1700 (dtv, 2010)
- A History of Christianity: The First Three Thousand Years (2009)
- Silence: A Christian History (2013)
- All Things Made New: The Reformation and its Legacy (2016)
- Thomas Cromwell: A Life (2018)
- Lower Than the Angels:: A History of Sex and Christianity (2024)